# 国立病院機構愛媛医療センター

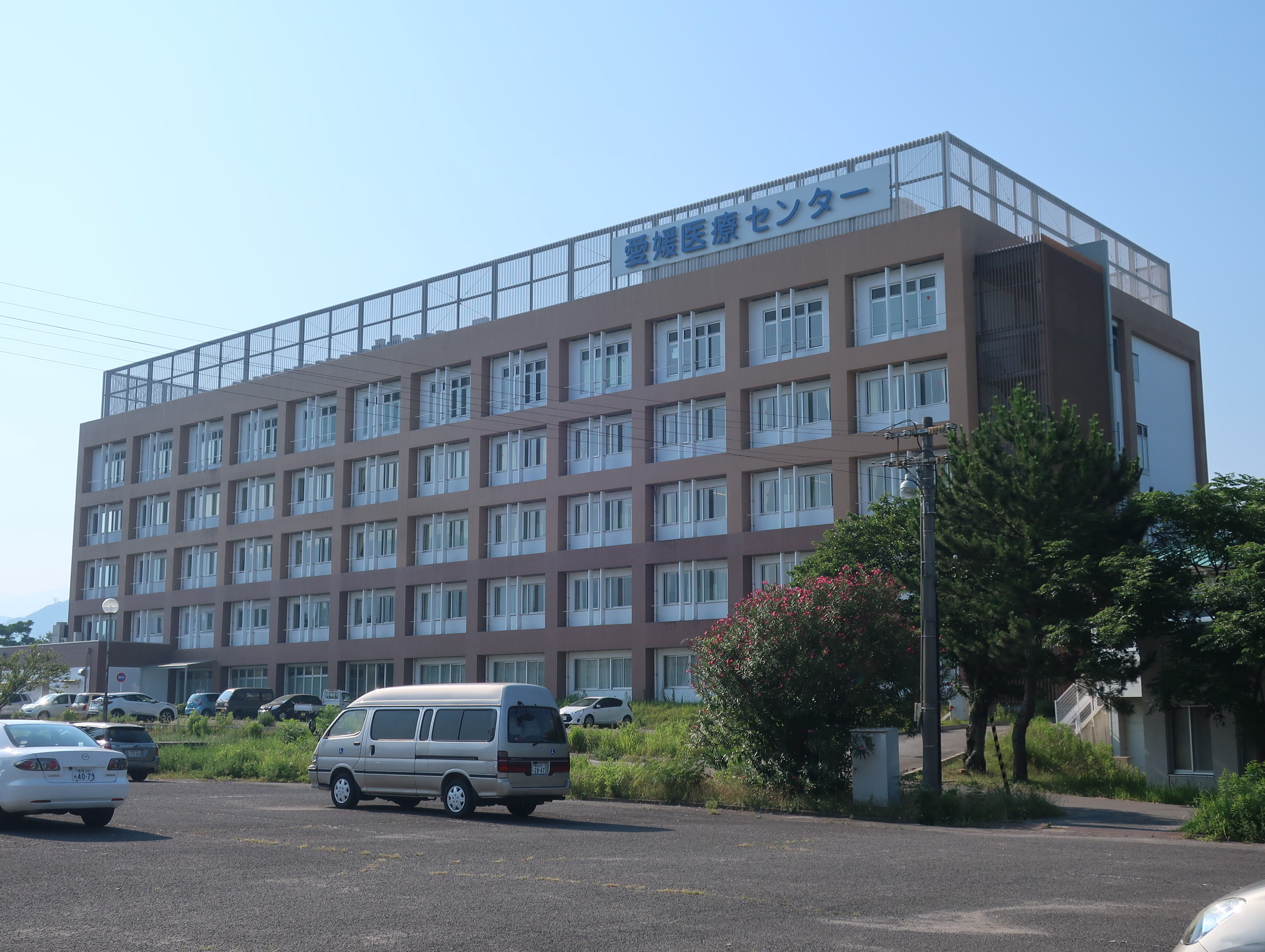
入院棟

独立行政法人国立病院機構愛媛医療センター（どくりつぎょうせいほうじんこくりつびょういんきこうえひめいりょうせんたー）は、愛媛県東温市にある病院である。独立行政法人国立病院機構が運営している。政策医療分野における呼吸器疾患の基幹医療施設、循環器病、重症心身障害の専門医療施設である。

## 沿革
- 1938年（昭和13年）11月25日 - 軍事保護院傷痍軍人愛媛療養所（病床500）として起工。
- 1939年（昭和14年）1月20日 - 附属看護婦養成所（現在の愛媛医療センター附属看護学校）併設。
- 1939年7月5日 - 診療開始（入所者25名）。
- 1945年（昭和20年）12月1日 - 厚生省に移管され、国立愛媛療養所となる。
- 1947年（昭和22年）4月1日 - 国立愛媛療養所出目分院併設。
- 1951年（昭和26年）4月1日 - 出目分院が国立出目療養所として分離独立（現在 旭川荘南愛媛病院・南愛媛療育センター）。県立翠松園を吸収合併。
- 1974年（昭和49年）4月1日 - 国立療養所愛媛病院に名称変更。
- 1981年（昭和56年）4月 - 慢性呼吸器疾患・結核・肺ガン等の「胸部慢性呼吸器疾患地方基幹施設」認定。
- 1984年（昭和59年）4月 - 慢性肝疾患・専門外来を設置。
- 2004年（平成16年）4月 - 独立行政法人国立病院機構　愛媛病院に名称変更。
- 2013年（平成25年）4月 - 独立行政法人国立病院機構　愛媛医療センターに名称変更。
- 2013年7月 - 新病棟（5階建）併用開始。

## 診療科
- 内科
- 呼吸器内科
- 循環器内科
- 消化器内科
- 神経内科
- 整形外科
- 放射線科
- 麻酔科・ペインクリニック科
- 外科（呼吸器・消化器）
- 糖尿病内科
- リハビリテーション科

## アクセス
- 鉄道
  - 伊予鉄道横河原線愛大医学部南口駅から約400メートル
- バス
  - 愛媛医療センター前停留所からすぐ（伊予鉄バス森松横河原線）
  - 横河原停留所から約600メートル（伊予鉄バス川内線、伊予鉄バス/瀬戸内運輸新居浜特急線）

## 周辺
- 愛媛大学医学部
  - 愛媛大学医学部附属病院
- 愛媛県立みなら特別支援学校
- 愛媛県立東温高等学校